# Czarny węgiel, kruchy lód
Czarny węgiel, kruchy lód (chiń. upr. 白日焰火; pinyin Báirì yànhuǒ) – chiński dreszczowiec z 2014 roku w reżyserii Diao Yinana. 
Światowa premiera filmu miała miejsce 12 lutego 2014 roku podczas 64. MFF w Berlinie, w ramach którego obraz brał udział w konkursie głównym. Na tymże festiwalu film otrzymał nagrodę główną − Złotego Niedźwiedzia oraz nagrodę za najlepszą rolę męską dla Liao Fana. Następnie obraz był prezentowany na międzynarodowych festiwalach m.in. w Hongkongu, Nowym Jorku, Karlowych Warach i Londynie.
Polska premiera filmu odbyła się 8 sierpnia 2014 roku w ramach 4. Transatlantyk Festival w Poznaniu, w ramach którego obraz prezentowany był w sekcji „Transatlantyk Panorama”. Do ogólnopolskiej dystrybucji kinowej film wszedł wraz z dniem 23 stycznia 2015 roku.

## Obsada
- Liao Fan jako Zhang Zili
- Gwei Lun-Mei jako Wu Zhizhen
- Wang Xuebing jako Liang Zhijun
- Wang Jingchun jako Rong Rong
- Yu Ailei jako Kapitan Wang
- Ni Jingyang jako Su Lijuan

i inni

## Nagrody i nominacje
64. Międzynarodowy Festiwal Filmowy w Berlinie
- nagroda: Złoty Niedźwiedź − Diao Yinan
- nagroda: Srebrny Niedźwiedź dla najlepszego aktora − Liao Fan